# عبدالصمد ممتازالسلطنه
عبدالصمد خان یا به اختصار صمد خان ملقب به ممتازالسلطنه سیاستمدار و سفیر ایرانی در دورهٔ قاجار در زمان مظفرالدین شاه، محمدعلی شاه و احمد شاه بود.

## زندگی‌نامه
پدر عبدالصمد خان «میرزا علی‌اکبر مکرم‌السلطنه» نام داشت و برادرانش «اسماعیل خان ممتازالدوله» و «عباسقلی خان ممتاز همایون» بودند. او در تبریز به دنیا آمد؛ همسر نخست وی اهل ایران بود که از او پسری به نام «عبدالله ممتاز» بجا ماند. وی در فرانسه با یک بانوی فرانسوی ازدواج نمود که حاصل آن دو دختر بوده‌است.

## اقدامات
در کنفرانس صلیب سرخ جهانی که در سال ۱۹۰۶ در ژنو برگزار شد، تنها دولتهای مسلمان آن زمان ایران و عثمانی بودند. نمایندهٔ عثمانی به‌دلیل این که در کنفرانس صلیب سرخ در سال ۱۹۰۴ شرکت نکرده و معاهدهٔ منعقدهٔ آن را امضا نکرده بود از شرکت در کنفرانس صلیب سرخ در سال ۱۹۰۶ محروم ماند؛ بنابراین ایران تنها کشور مسلمانی بود که در آن کنفرانس نماینده داشت: صمد خان ممتازالسلطنه سفیر ایران در پاریس. او می‌بایست به اتفاق اعضای دیگر در مورد نماد و نشان پرچم امدادرسانی که همانا صلیب سرخ بود تصمیمی نهایی می‌گرفت. این کنفرانس در شرایطی تشکیل شد که جو به‌شدت ضد عثمانی و مسلمانان بود و جهان در آستانهٔ دسته‌بندی کشورها برای آغاز جنگ جهانی اول قرار داشت، دولت‌های مسیحی به‌خصوص نمایندگان دولت‌های بالکان، چنان ضد عثمانی و قرار دادن هلال ماه به عنوان نشان پرچم سازمان امدادرسانی کشورهای مسلمان موضع‌گیری کردند که گمان می‌رفت تنها صلیب سرخ و شیر و خورشید سرخ به‌عنوان نشان‌های رسمی مورد تصویب قرار گیرد، اما دفاع ممتازالسلطنه از هلال ماه موجب دگرگونی فضای کنفرانس شد. این امر گویای آن است که خواست حفظ منافع مسلمانان برای او بسیار قوی بوده‌است.
صمد خان ممتازالسلطنه طی نطقی در کنفرانس گفت: با این که صلیب مذهبی مورد احترام آیین اسلام است و نباید ذره‌ای بی‌احترامی نسبت به صلیب عیسی کرد اما به‌دلیل پاره‌ای ملاحظات تاریخی و از آن جا که سابقاً صلیب علامت جنگ و جهاد با ممالک اسلامی بوده، شاید اثر سوئی در بین مسلمانان داشته باشد و اینان پذیرای خدمات بهداشتی و امدادرسانی تحت پرچم صلیب سرخ نشوند؛ بنابراین درخواست کرد که اجازه داده شود کشورها علامت ملی خود را داشته باشند.
این نطق ممتازالسلطنه اثر مثبت بخشید و به‌رغم سعایت کشورهای مسیحی و بالکان هلال احمر به عنوان پرچم امدادرسانی کشورهای مسلمان مورد تصویب قرار گرفت.
بنا بر گزارش گزارشگر روزنامهٔ حبل‌المتین: «به کوری چشم منکرین حسن ایرانیان… جناب ممتازالسلطنه سفیر دولت ایران در ژنو… اول کارش برهم زدن شرط صلیب بود [دوم] اختیار داشتن هر دولت که نشان دولتی خود را به رنگ سرخ بر بیرق نصب کند.»
این تلاش ممتازالسلطنه در حفظ حقوق مسلمانان و دولت عثمانی باعث شد منیر پاشا سفیر کبیر عثمانی در پاریس شخصاً به حضور ممتازالسلطنه رفته و قدردانی نماید و سلطان عثمانی پیام تشکر و قدردانی برای وی ارسال کند، در حالی که در آن برهه بر سر مسائل مرزی مجادلات پرتنشی بین دو کشور جاری بود. اما با وجود این مناقشات نمایندهٔ ایران نه تنها با هلال ماه ابراز خصومت نکرد بلکه پایمردی و تلاش وی باعث شد هلال احمر جزء پرچم‌های امدادرسانی بین‌المللی شود، در حالی که می‌توانست فقط بر روی شیر و خورشید سرخ تأکید کند.
میرزا نصرالله خان مشیرالدوله وزیر امور خارجهٔ وقت در نامه‌ای به رضا ارفع‌الدوله از اقدام ممتازالسلطنه در حفظ حقوق مسلمانان و دول عثمانی تقدیر کرده و می‌نویسد: «ممتازالسلطنه… نظر به جامعیت اسلام… در واقع عصبیت کامل بروز داده‌است…»
به‌دلیل حضور قوی و توانمند ممتازالسلطنه در آن کنفرانس، وی به‌عنوان تنها نمایندهٔ مسلمان و تنها نمایندهٔ کشورهای آسیایی در کمیسیون تدوین اساسنامهٔ جدید و نهایی کنفرانس ژنو برگزیده شد. قرار گرفتن نشان‌های شیر و خورشید سرخ و هلال احمر در کنار صلیب سرخ بر پرچم سازمان‌های امدادرسان بین‌المللی در این کمیسیون تصویب شد. گزارشگر روزنامهٔ حبل‌المتین در این باره می‌نویسد: «… جناب ممتازالسلطنه را در دو کمیسیون جزء منتخب کرده سمت ریاست هم داشت و درست هم از عهده برآمد، چنان‌که اخبارات اروپا خیلی تعریف و تمجید از علم و دانش و سیاست وی می‌کردند، با وجود این که اروپائیان هرگز راضی نخواهند شد کسی از آسیائیان را همسر خود بدانند تا چه رسد به برتری.» عضویت ممتازالسلطنه در کمیسیون تدوین معاهدهٔ جدید باعث شد فصل ۱۸ معاهده که مربوط به استفادهٔ تنها از علامت صلیب سرخ بود تغییر یابد و هلال احمر و شیر و خورشید سرخ نیز به نشان‌های پرچم‌های سازمان‌های امدادرسانی اضافه شوند. او در نامه‌ای به وزارت خارجه می‌نویسد: «… چاکر به انجام این خدمت و […] موفق شد و دیگر حالا کسی نمی‌تواند ایرادی بکند و دولت علیه مختار است که از حالا قدغن بفرماید که ادارهٔ صحیهٔ ایران بیرق خود را شیر و خورشید سرخ روی پردهٔ سفید قرار بدهد.» در چنین شرایطی نمایندهٔ کاردان و پرتلاش ایران در کنفرانس صلیب سرخ سال ۱۹۰۶ ژنو به‌رغم میل برگزارکنندهٔ کنفرانس موفق به ثبت و قبولاندن هلال احمر و شیر و خورشید سرخ به دیگر اعضای کنفرانس شد. متأسفانه این پیروزی دستگاه دیپلماسی ایران و ممتازالسلطنه، وزیرمختار ایران در پاریس، در تاریخ‌نویسی پهلوی اول نادیده ماند و مفقود گردید.

## دیگر اقدامات
«در اواخر تابستان ۱۹۱۵ دولت وقت ایران، اعلام کرد که دیگر توانایی پرداخت هزینه تحصیل محصلینی که به اروپا فرستاده بود را ندارد، قرار شد همگی در ژنو گرد آیند و از آنجا به طرف ایران رهسپار شوند
در این موقع عبدالصمد ممتازالسلطنه مرا (عیسی صدیق) به سفارت فرا خواند و با کمال لطف رضایت خود را از اخلاق و تحصیل من ابراز و فرمود که مسرت من به حدی است که فرزندم را پس از اتمام تحصیلات در فرانسه نزد شما فرستادم و اکنون چنانچه مایل بماندن در فرانسه و ادامه تحصیل (رفتن به دانشگاه پاریس) باشید از هیچ کمکی دربارهٔ شما دریغ نخواهم کرد. این کلمات ملاطفت‌آمیز در اعماق قلب من تأثیر کرد. مراتب سپاسگزاری خود را بآن خدمتگزار جدی میهن‌پرست وظیفه شناس عرضه کردم و قرار شد موضوع را مطالعه و بعد نتیجه را معروض دارم»
پس از واقعه به توپ بسته شدن مجلس در زمان محمدعلی شاه و فرار نمایندگان مجلس از جمله ممتازالدوله، رئیس وقت مجلس شورای ملی، که برادر ممتازالسلطنه نیز بود، وی با درخواست پناهندگی ممتازالدوله از دولت فرانسه، مقدمات حضور وی در اروپا و مصاحبه با مطبوعات اروپایی را در مورد وقایع ایران پس از مشروطیت فراهم کود.
هنگامی که نصرت‌الدوله فیروز، وزیر امور خارجه دولت وثوق‌الدوله، صمد خان ممتاز‌السلطنه، سفیر ایران در پاریس، را معزول و سفارتخانه را به محل دیگری منتقل کرد و شخصاً به کار در سفارت مشغول شد، پلیس فرانسه پرچم ایران را از محل جدید پایین آورد و مانند گذشته صمدخان را وزیر مختار ایران در فرانسه ‌شناخت. این اقدام در جهت حمایت از احمدشاه علیه نصرت‌الدوله به عمل آمد که مأمور امضای قرارداد ۱۹۱۹ بود.